# Acromyrmex hispidus
Acromyrmex hispidus là một loài kiến ăn lá Tân Thế giới, trong họ Myrmicinae thuộc chi Acromyrmex. Loài này thuộc một trong hai chi kiến nấm thuộc tông Attini.

## Phụ loài
- Acromyrmex hispidus fallax
- Acromyrmex hispidus formosus